# Liste der Milchprodukte
In der Lebensmittelindustrie und -herstellung wird Milch zu Milchprodukten bzw. Milcherzeugnissen verarbeitet sowie zur Bearbeitung und Verarbeitung von anderen Lebensmitteln verwendet, ohne dass diese allgemein zu den Erstgenannten gehören. Daneben werden umgangssprachlich auch verschiedene Sorten von Milch als Milchprodukt bezeichnet.
- Sauermilchprodukt und Milchfrischprodukt
  - Buttermilch (süß und sauer)
  - Crème fraîche
  - Dickmilch
  - Sahnedickmilch
  - Joghurt
  - Joghurterzeugnis
    - Trinkjoghurt

  - Kefir
  - Molke
  - Saure Sahne
  - Schmand
  - Trinksauermilch
  - Milchmischerzeugnis
    - Fruchtjoghurt
    - Fruchtkefir

  - Milchmischgetränk
  - Clotted Cream, Streichrahm, Öröm
- Sahne bzw. Rahm
  - Crème double
  - Kaffeesahne
  - Schlagsahne
- Milchfetterzeugnis
  - Butter
    - Sauerrahmbutter
    - Süßrahmbutter

  - Butterschmalz
  - Milchstreichfett
- Dauermilcherzeugnis
  - Milchpulver
  - Molkenpulver
- Käse
  - Quark als Zwischen- oder Endprodukt
  - nach Merkmal Herstellung: Labkäse, Labsäurekäse, Sauermilchkäse, Schmelzkäse
  - nach Merkmal Konsistenz: Hartkäse, Schnittkäse, Halbfester Schnittkäse, Weichkäse
  - nach Milchart: Büffelkäse, Schafskäse, Ziegenkäse
  - nach Merkmal Reifungsprozess: Frischkäse, Gereifter Käse
  - nach Merkmal Oberflächenbeschaffenheit: Blauschimmelkäse, Rotschimmelkäse, Weißschimmelkäse
  - Pasta filata-Käse
  - Andere: Hartkäse, Rotschmierekäse, Gelbschmierekäse, Oberflächenschimmelkäse, Salzlakenkäse
  - Käseerzeugnis
    - Käsezubereitung
    - Käsekomposition
    - Schmelzkäse
    - Schmelzkäsezubereitung
    - Lattella
    - Mozzarella
    - Mozzerellasticks

Die Milchsorten sind:
- nach Merkmal Wärmebehandlung: ESL-Milch, Frischmilch, H-Milch, Kondensmilch, Rohmilch, Sterilmilch, Vorzugsmilch
- nach Merkmal Milchfettgehalt: Fettarme Milch, Magermilch, Vollmilch
- nach Tierart: Kuhmilch, Büffelmilch, Schafmilch, Ziegenmilch, Eselsmilch, Kamelmilch, Stutenmilch, Yakmilch
- andere: Biomilch, Genmilch, Ab-Hof-Milch, Schlickermilch

## Quelle
- Gerald Rimbach, Jennifer Möhring, Helmut F. Erbersdobler: Lebensmittel-Warenkunde für Einsteiger, Springer, 2010, ISBN 978-3-642-04485-4